# Branden Steineckert
Branden Steineckert (n. Provo, Utah; 21 de abril de 1978) es conocido por ser el batería original y fundador de la banda The Used, entre 2001 y 2006. Actualmente participa en Rancid.

## Biografía
La infancia de Branden Steineckert no fue nada fácil. Criado en una familia mormona, Steineckert y su familia se mudaron en más de veinte ocasiones. En 1989, cuando tenía 11 años, su padre (Neil Steineckert) se suicidó y él dejó de ir al colegio, refugiándose en su tabla de skateboard como vía de escape a sus problemas. Con 12 años decide comenzar a tocar la batería, ya que su padre también aprendió a tocar ese instrumento con la misma edad.
Comenzó a cantar en una banda local y, a mediados de los 90, forma una banda junto a Quinn Allman, Jeph Howard y, tras varias pruebas a diversos cantantes, Bert McCracken, que sería telonera de un grupo local llamado Froglick. En 2001 finalmente toman el nombre de The Used y fichan por Reprise Records. Con The Used, Steineckert graba dos discos de estudio y gana dos discos de oro.
En 2005 funda la compañía de skateboard Twenty Twenty skateboards junto a Alex Pardee. El 12 de septiembre de 2006 dejó la banda siendo sustituido por Dan Whitesides. Oficialmente no se ha dado explicación alguna a la marcha de Steineckert, pero se rumorea que el hecho de que el batería produjese a otras bandas a través de Unknown studios no sentó bien a McCracken y los suyos. Steineckert tampoco ha dado su versión de los hechos, pero sí aclaró en su MySpace que se le fue comunicada su expulsión de la banda a través del teléfono móvil.
El 3 de noviembre de 2006 Steineckert ingresa en la popular banda californiana de ska punk Rancid, sustituyendo a Brett Reed, batería que tras 15 años en la banda la dejó sin explicación alguna. Steineckert ha grabado 3 discos como miembro de Rancid, Let the Dominoes Fall (2009), ...Honor Is All We Know (2014) y Trouble Maker (2017), noveno y último hasta ahora en la carrera de los californianos, los tres álbumes bajo el sello de Hellcat Records, discográfica de Tim Armstrong, vocalista de Rancid.
El 16 de junio del 2012, Branden se reunió con su antigua banda The Used para tocar "A Box Full of Sharp Objects" en el Warped Tour en Salt Lake City, Utah, describiéndolo como uno de los mejores días de su vida. 
Desde 2012, Branden y su amiga de toda la vida, la artista y modelo Danielle Donahue, han sido pareja hasta la fecha.
Branden lleva un estilo de vida straight edge, aunque no se identifica con la subcultura.

## Discografía
Strange Itch
- 1998: Strange Itch

Dumb Luck
- 2000: The Naked Truth EP

Apocalypse Radio
- 2001: Self Titled EP
- 2002: One More Revolution

The Used
- 2001: Demos From The Basement
- 2002: The Used
- 2003: Maybe Memories CD/DVD
- 2004: In Love and Death
- 2006: Bert CD/DVD
- 2008: Shallow Believer EP (Pistas 4, 6, y 9)

Rancid
- 2009: Let the Dominoes Fall
- 2014: ...Honor Is All We Know
- 2017: Trouble Maker

## Como miembro temporal
Apocalypse Radio
- 2001: Self Titled EP
- 2002: One More Revolution

- En Apocalypse Radio Branden usó guitarra rítmica, batería, bajo y voz

## Producción
- The Used - Demos from the Basement (junio de 2001)
- The Eyeliners (2003)
- The Chemistry (2003)
- Broke City The Answer (2005-2006)
- Return To Sender (2007)
- Searchlight (2007)
- Searchlight, Resident Evil 3: Extinction Soundtrack (2007)

Baterista de estudio solamente
- Shane Hurley (Left & Right) Fashion Rocks (2003)
- Mercy Killers Give Em The Boot 4 (2004)
- A Perfect Circle (The Outsider Remix) Resident Evil 2: Apocalypse Soundtrack (2004)
- Alex Warren & Danny Lohner (The Scientist) Wicker Park Soundtrack (2004)
- Secondhand Serenade Fourthcoming Album (2007)
- Resistor Radio Beggars Cuisine (2009)